# Lixus (Gattung)
Lixus ist eine Gattung der Rüsselkäfer. Die Käfer werden als Stängelrüssler bezeichnet. Es gibt knapp 1000 Arten der Gattung Lixus weltweit, von denen etwa 70 in Europa vorkommen. In Nordamerika ist die Gattung mit etwa 30 Arten vertreten. Die Gattung Lixus wurde 1801 durch Johann Christian Fabricius aufgestellt. Der Name leitet sich aus dem Lateinischen ab und bedeutet in etwa „mit Lauge bedeckt“.

## Merkmale
Die Käfer der Gattung Lixus besitzen gewöhnlich einen länglich-schlanken, zylinderförmigen Körper. Die Länge der Käfer variiert zwischen 5,5 und mehr als 20 mm. Die Oberseite ist meist mit einem hellgelblichen bis rötlichen Sekret bedeckt. Die Flügeldecken sind mindestens doppelt so lang wie zusammen breit. Nach hinten sind die Flügeldecken bei manchen Arten in eine mehr oder weniger lange stumpfe Spitze (Mucro) ausgezogen. Bei anderen Arten sind sie gemeinsam verrundet. Die stielrunden Rüssel der Käfer können gerade oder gebogen sein und sind in seltenen Fällen leicht abgeflacht und fein gekielt. Die Fühlerfurchen reichen anders als bei den Cleonini nicht bis zur Rüsselspitze.

## Lebensweise
Die Käfer findet man gewöhnlich an Offenland-Standorten. Ihre Wirtspflanzen gehören hauptsächlich zu den Korbblütlern oder den Knöterichgewächsen. Der Rüssel (Rostrum) der Weibchen ist üblicherweise länger als der der Männchen. Die Larven entwickeln sich fast ausschließlich in den Stängeln oder in anderen oberirdischen Pflanzenteilen ihrer Wirtspflanzen. Die Imagines überwintern gewöhnlich im Boden und erscheinen im Frühjahr zur Eiablage.

## Gefährdung
Von den 18 aus Deutschland bekannten Arten sind fünf ungefährdet, eine auf der Vorwarnliste, drei gefährdet, vier stark gefährdet, eine vom Aussterben bedroht und drei ausgestorben. Eine Art (Lixus scabricollis) ist nur von vorübergehenden Einschleppungen bekannt. Die Gattung weist damit einen auffällig hohen Anteil an unterschiedlich stark gefährdeten Arten auf.

## Systematik
Die Gattung Lixus wird zurzeit in 17 Untergattungen gegliedert. Manche Autoren sind der Meinung, dass die Gattung einer Revision bedarf.
Im Folgenden die Untergattungen:
- Allolixus Voss, 1962
- Broconius Desbrochers, 1904
- Callistolixus Reitter, 1916
- Compsolixus Reitter, 1916
- Dilixellus Reitter, 1916
- Epimeces Billberg, 1820
- Erilixus Voss, 1962
- Eulixus Reitter, 1916
- Eutulomatus Desbrochers, 1893
- Hapalixus Reitter, 1916
- Holcolixus Voss, 1962
- Lixus Fabricius, 1801
- Ortholixus Reitter, 1916
- Parileomus Voss, 1939
- Phillixus Petri, 1904
- Prionolixus Desbrochers, 1904
- Pseudogasteroclisus Voss, 1962

## Arten (Deutschland)
Für Mitteleuropa werden etwa 22 Arten angegeben. Die folgenden Arten sind oder waren in Deutschland beheimatet:
| wiss. Name                           | Trivialname                   | Status (Rote Liste Deutschlands)           |
| ------------------------------------ | ----------------------------- | ------------------------------------------ |
| Lixus albomarginatus Boheman, 1843   | Weißrandiger Stängelrüssler   | gefährdet                                  |
| Lixus angustus (Herbst, 1795)        | Rötlicher Stängelrüssler      | vom Aussterben bedroht                     |
| Lixus bardanae (Fabricius, 1787)     | Wasserampfer-Stängelrüssler   | gefährdet                                  |
| Lixus cardui Aurivillius, 1921       |                               | ausgestorben                               |
| Lixus cylindrus Gültekin, 2010       | Weißbinden-Stängelrüssler     | ausgestorben                               |
| Lixus fasciculatus Boheman, 1843     | Beifuß-Stängelrüssler         | Vorwarnliste                               |
| Lixus filiformis (Fabricius, 1787)   | Kleiner Distel-Stängelrüssler | ungefährdet                                |
| Lixus iridis Olivier, 1807           | Schierlings-Stängelrüssler    | ungefährdet                                |
| Lixus juncii Boheman, 1835           | Rübenrüssler                  | in Deutschland seit 2023 (nicht bewertet)  |
| Lixus lateralis Brisout, 1866        |                               | Vorkommen in Deutschland fraglich          |
| Lixus linearis Olivier, 1807         | Wiesenampfer-Stängelrüssler   | stark gefährdet                            |
| Lixus myagri Olivier, 1807           | Sumpfkresse-Stängelrüssler    | stark gefährdet                            |
| Lixus ochraeus Boheman, 1843         | Ockerbrauner Stängelrüssler   | stark gefährdet                            |
| Lixus paraplecticus (Linnaeus, 1758) | Geschwänzter Stängelrüssler   | stark gefährdet                            |
| Lixus pulverulentus (Scopoli, 1763)  | Welliger Stängelrüssler       | ungefährdet                                |
| Lixus punctiventris Boheman, 1843    | Pippau-Stängelrüssler         | gefährdet                                  |
| Lixus rubicundus Dejean, 1833        |                               | ungefährdet                                |
| Lixus scabricollis Schneider, 1828   |                               | nur vorübergehende Einschleppungen bekannt |
| Lixus subtilis Boheman, 1836         | Glänzender Stängelrüssler     | ungefährdet                                |
| Lixus vilis (Rossi, 1790)            | Reiherschnabel-Stängelrüssler | ausgestorben                               |